# Карл Фрідріх фон Гертнер
Карл Фрідріх фон Гертнер (Karl Friedrich von Gärtner) — відомий німецький ботанік, син Йозефа Гертнера.

## Біографія
Карл Фрідріх фон Гертнер народився 1 травня 1772 року у родині лікара та ботаніка Йозефа Гертнера.
Починаючи з 1794 року у Єнському університеті імені Фрідріха Шиллера він проводив дослідження по фізіології сечі.
Також він проводив фізіологічні та хімічні дослідження хімічних компонентів кісток у людини та тварин у відповідності до віку та дієти.
Карл Фрідріх фон Гертнер помер 1 вересня 1850 року.

## Науковий доробок
Карл Фрідріх фон Гертнер досліджував гібриди. Своїми експериментами довів неможливість виведення нових видів через схрещення, що спростувало популярну тоді теорію про постійне еволюціонування рослин через перезапилення.
Його роботи справили великий вплив на Грегора Менделя, який згадує його ім'я 17 разів у книзі «Experiments on Plant Hybridization». Чарльз Дарвін цитує Гертнера 32 рази у першому виданні Походження видів.

## Праці
- Supplementum carpologiae, seu continuati operis Josephi Gaertner de fructibus et seminibus plantarum voluminis tertii…. Leipzig 1805–1807.
- Beiträge zur Kenntnis der Befruchtung Teil 1. Stuttgart 1844.
- Versuche und Beobachtungen über die Bastarderzeugung im Pflanzenreiche. Stuttgart 1849 (Online).